# Jimmy Dore
James Patrick Anthony "Jimmy" Dore, född 26 juli 1965 i Chicago i Illinois, är en amerikansk ståuppkomiker. Han växte upp med nio syskon i Chicago men bor nu Pasadena i Kalifornien. Han har medverkat i flera amerikanska pratprogram och i Comedy Centrals USA:S roligaste stand-up. Under andra halvan 00-talet har hans humor blivit mer politiskt influerad. Bland annat i ett nationellt radioprogram och flera podcaster.

## Diskografi
- It's Not Brain Surgery (2000)
- Really? (2008)[2]
- Citizen Jimmy (2008)